# NGC 6946
NGC 6946, conhecida também como Galáxia dos Fogos de Artifício, é uma galáxia espiral localizada a cerca de vinte e dois milhões de anos-luz de distância na direção da constelação do Cefeu. Possui uma magnitude aparente de 9,0, uma declinação de +60º 09' 11" e uma ascensão reta de 20 horas, 34 minutos e 52,7 segundos.
A galáxia NGC 6946 foi descoberta em 7 de Setembro de 1798 por William Herschel.
NGC 6946 está ligeiramente obscurecida por matéria interestelar da Via Láctea.

## Supernovas
Pelo menos dez supernovas foram descobertas nesta galáxia:
- SN 1917A
- SN 1939C
- SN 1948B
- SN 1968D
- SN 1969P
- SN 1980K
- SN 2002hh
- SN 2004et
- SN 2008S
- SN 2017eaw